# Académie Colarossi
Académie Colarossi var et privat fransk kunstakademi. Det var grundlagt af den italienske skulptør Filippo Colarossi, og lå i Rue de la Grande-Chaumière nr. 10 i Paris, lige i nærheden af Académie de la Grande Chaumière i nr. 14 i samme gade.
Akademiet blev grundlagt som et alternativ til det offentlige École des Beaux-Arts, som efter mange unge kunstneres mening var blevet for konservativt.
Académie Colarossi lukkede i 1920.

## Kendte studerende
| Kunstnere fordelt på hjemland | Kunstnere fordelt på hjemland | Kunstnere fordelt på hjemland |
| ----------------------------- | ----------------------------- | --- |
| Tyskland                      | Tyskland                      | Karl Albert Buehr – Joseph Enseling – George Grosz – Hans Hofmann – Paula Modersohn-Becker |
| Østrig                        | Østrig                        | Zofia Albinowska-Minkiewiczowa – Aloys Wach |
| Hviderusland                  | Hviderusland                  | Eugeniusz Żak |
| Bulgarien                     | Bulgarien                     | Julius Mordecai Pincas |
| Canada                        | Canada                        | Octave Bélanger – Frederic Marlett Bell-Smith – Emily Carr – William Henry Clapp – Ralston Crawford – Joseph-Charles Franchère – Prudence Heward – Yvonne Housser – Francesco Iacurto – Donald Cameron Mackay – George Loftus Noyes – Maurice Prendergast – George Agnew Reid – Boardman Robinson – Marc-Aurèle de Foy Suzor-Coté – Sydney Strickland Tully |
| Folkerepublikken Kina         | Kina                          | Georgette Chen Liying |
| Danmark                       | Danmark                       | Emilie Mundt – Marie Luplau – Hakon Mielche - Wanda Roose |
| Spanien                       | Spanien                       | Hermen Anglada Camarasa |
| Estland                       | Estland                       | Adamson-Eric – Konrad Mägi – Nikolai Triik – Eduard Wiiralt |
| USA                           | USA                           | Lucy Bacon – Cecelia Beaux – Charles Bittinger – Clara Miller Burd – George Conlon – Edward Cucuel – Rinaldo Cuneo – Charles Demuth – Elizabeth Eyre de Lanux – Lyonel Feininger – John Bond Francisco – Meta Vaux Warrick Fuller – Frederic Milton Grant – Marion Greenwood – Clarence Hinkle – Elizabeth Orton Jones – Walt Kuhn – Isamu Noguchi – Lilla Cabot Perry – Stanton Macdonald-Wright – Elenore Plaisted Abbott – Gordon Samstag – Alice Schille – Helena Sturtevant – Challis Walker – John Whorf – Charles Morris Young – Mahonri Young |
| Finland                       | Finland                       | Vaino Alfred Blomstedt – Elin Danielson-Gambogi – Johannes Haapasalo – Helene Schjerfbeck – Ellen Thesleff |
| Frankrig                      | Frankrig                      | Hélène de Beauvoir – Camille Claudel – André Dunoyer de Segonzac – Georges d’Espagnat – Maurice Estève – Fabien Fabiano – Charles Filiger – Paul Gauguin – Marcel Gromaire – André Guinebert – Jeanne Hébuterne – Jean Lurçat – Charles Peccatte – Joseph Rossi – Claude-Émile Schuffenecker – Edmond Tapissier |
| Ungarn                        | Ungarn                        | Emile Lahner |
| Irland                        | Irland                        | Eileen Gray – Georgina Moutray Kyle |
| Italien                       | Italien                       | Romaine Brooks – Amedeo Modigliani |
| Japan                         | Japan                         | Seiki Kuroda – Henry Sugimoto |
| Litauen                       | Litauen                       | Aaron Harry Gorson – Jacques Lipchitz |
| Norge                         | Norge                         | Nikolai Astrup – Olaf Gulbransson – Jean Heiberg – Anund Hovde – Roar Matheson Bye – Wilhelm Rasmussen – Knut Skinnarland – Aage Storstein – Jens Munthe Svendsen – Ambrosia Tønnesen – Gunnar Utsond – Ingebrigt Vik – Gustav Wentzel |
| New Zealand                   | New Zealand                   | Sydney Lough Thompson |
| Polen                         | Polen                         | Max Kalish – Alfons Karpiński – Józef Mehoffer – Mela Muter – Włodzimierz Tetmajer – Max Weber – Stanisław Wyspiański |
| Rumænien                      | Rumænien                      | Reuven Rubin |
| Storbritannien                | Storbritannien                | Lamorna Birch – John Duncan Fergusson – Mina Loy – Laura Muntz Lyall – Cedric Morris – Samuel Peploe – Dod Procter – Robert William Service |
| Rusland                       | Rusland                       | Gleb Derujinskij – Alexander Golovin – Anna Golubkina – Eugene Lanceray – Konstantin Somov |
| Sverige                       | Sverige                       | Carl Eldh – Olga Milles – Arvid Nyholm – Jenny Nyström – Helmer Osslund – Hanna Pauli – Hanna Rönnberg - Gustaf Theodor Wallén |
| Schweiz                       | Schweiz                       | Fritz Glarner – Louis Soutter-Max Uehlinger |
| Tjekkiet                      | Tjekkoslovakiet               | František Bílek – Josef Čapek – Otokar Lebeda – Alfons Mucha |
| Tyrkiet                       | Tyrkiet                       | Zühtü Müridoğlu |
| Uruguay                       | Uruguay                       | Juan José Calandria |